# Tropa de Elite (canção)
"Tropa de Elite" é uma canção da banda Tihuana lançada no disco de estreia do grupo, Ilegal (2000), que foi a canção tema do filme homônimo de 2007.
Em 2008, a canção foi certificada com disco de platina pela ABPD, com mais de 100 mil downloads pagos no país.

## História
Segundo os músicos da banda, a letra foi escrita como uma espécie de "grito de guerra" particular da banda:
| “         | "Essa música estava na nossa primeira fita demo. Mas não foi feita para nenhuma equipe de polícia. A tropa a que nos referíamos éramos nós mesmos, que estávamos chegando". | ” |
| — Egypcio | |   |

Sete anos depois de seu lançamento no  álbum de estreia do Tihuana, Ilegal,  a música voltou com enorme sucesso justamente após ser incluída na trilha sonora do filme Tropa de Elite. A canção foi escolhida porque os policiais do BOPE entrevistados pelo diretor José Padilha declararam gostar de ouvir a música. Segundo o baixista Román, "pintou o convite da Zazen [Produções] e a gente liberou na hora porque sabia que ia vir coisa boa. A gente achou que era só uma participação e isso já era uma novidade pro Tihuana (...) Ninguém falou que seria a música principal”. Quando o filme estourou, os shows da banda ficaram mais constantes e cheios, e os acessos aos vídeos no YouTube aumentaram. O guitarrista Leo declarou que "o filme foi um divisor de águas, marcou nossa carreira. Por conta dele, a música tornou-se recordista de downloads de ring e truetones para celular, o que mostra que o filme e a canção casaram perfeitamente e caíram no gosto do público".

## Versões
- Durante a produção de Tropa de Elite 2: o Inimigo agora É Outro, lançado em 2010, José Padilha ligou para o Tihuana e perguntou se poderiam incluir a palavra BOPE em um dos trechos da música. A banda então regravou a música com uma "pegada mais pesada" e moderna, guitarras distorcidas e elementos eletrônicos,[7] e a intitulou de "Tropa de Elite 2010".[8] A parte alterada ficou assim: "muro de concreto, bom de derrubar, é o Bope chegando, pau vai quebrar".[7]
- Em 2012, o Tihuana fez uma nova versão da música, para homenagear o lutador de MMA Paulo Thiago, que é um ex-integrante do BOPE e amigo da banda. A ideia da homenagem surgiu após o lutador usar a música original como sua música de entrada no UFC Rio.[9]

## Músicos
- Egypcio - vocal
- Léo - guitarra
- Román Laurito - baixo, agogô e backing vocals
- PG - bateria, backing vocals
- Baía - percussão, vocais

## Vendas e certificações
| País          | Certificação | Vendas   |
| ------------- | ------------ | -------- |
| Brasil - ABPD | Platina      | 100,000+ |